# Наполеона
Наполеона, или наполеонея (лат. Napoleonaea) — род цветковых растений семейства Лецитисовые, произрастающих в Африке.

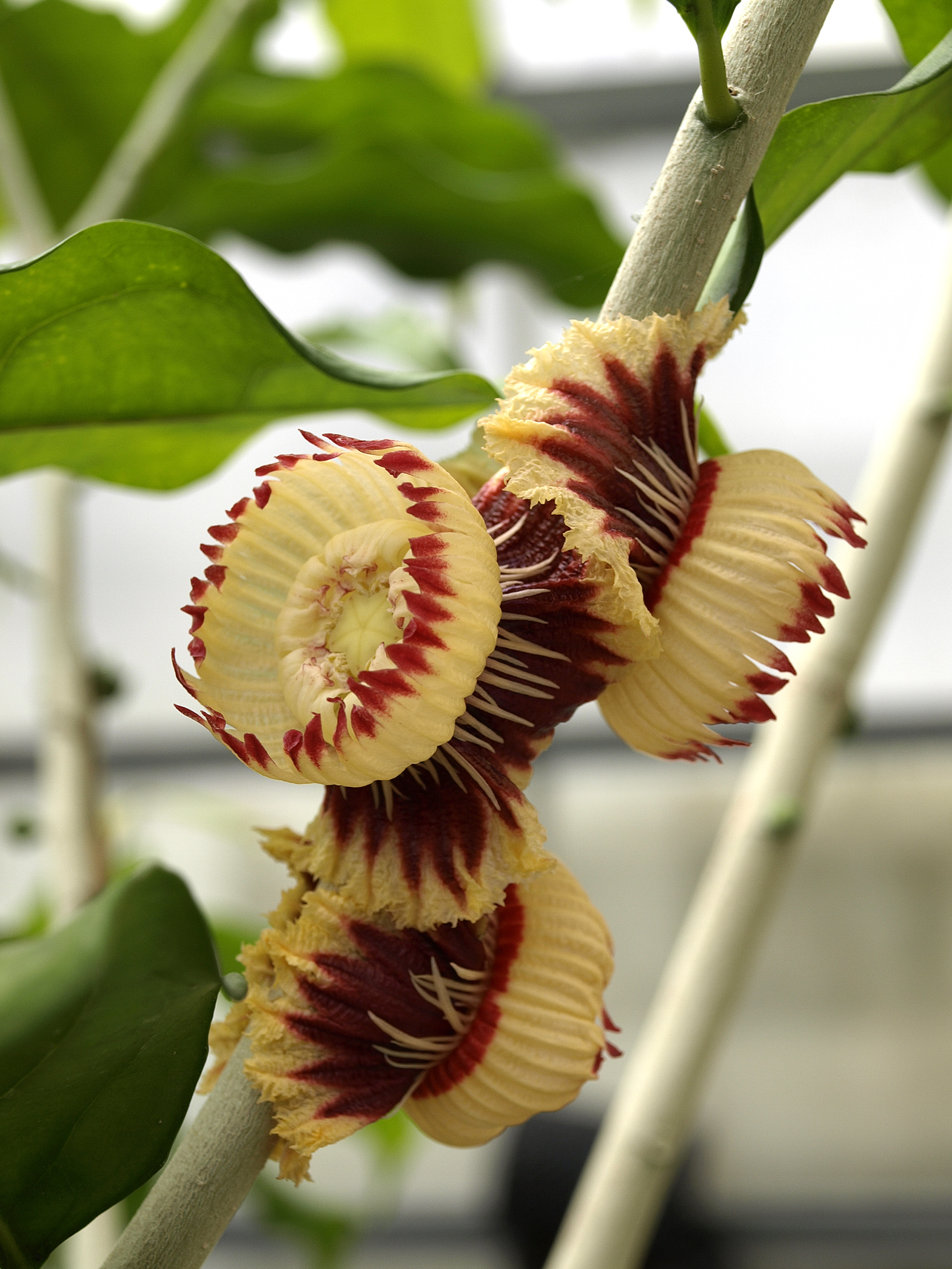
Цветки Наполеона императорская|наполеоны императорской (Napoleonaea imperialis)

## Название
Род был описан в 1804 году и назван в честь Наполеона I Бонапарта (1769—1821), императора Франции в 1804—1815 гг.

## Ботаническое описание
Представители рода — деревья.
Цветки лишены лепестков, но имеют три круга похожих на лепестки стерильных тычинок, образующих венчиковидную структуру.

## Виды
- Napoleonaea egertonii Baker f.
- Napoleonaea gabonensis Liben
- Napoleonaea gossweileri Baker f.
- Napoleonaea heudelotii A.Juss.
- Napoleonaea imperialis P.Beauv. — Наполеона императорская
- Napoleonaea lutea Baker f. ex Hutch. & Dalziel
- Napoleonaea reptans Baker f. ex Hutch. & Dalziel
- Napoleonaea septentrionalis Liben
- Napoleonaea talbotii Baker f.
- Наполеона Фогеля (Napoleonaea vogelii Hook. & Planch.)
- Napoleonaea vogelii Hook. & Planch. — Наполеона Фогеля